# Bernard Carayon
Pour les articles homonymes, voir Carayon.
Bernard Carayon, né le 1er octobre 1957 à Paris, est un homme politique français.
Député RPR puis UMP du Tarn de 1993 à 1997 et de 2002 à 2012, il est maire de Lavaur (Tarn) depuis 1995 et conseiller régional d'Occitanie depuis 2016. Il est depuis 2024 membre de l'Union des droites pour la République (UDR).

## Biographie

### Origines
Bernard Carayon est né le 1er octobre 1957 à Paris. Il est le fils d'un haut fonctionnaire, inspecteur général de l'administration, juriste et docteur en droit. Il est originaire du lieu-dit La Gaye, à Carbes.

### Vie familiale
Son fils, Guilhem Carayon, est président des Jeunes Républicains à partir d'avril 2021 puis vice-président et porte-parole des Républicains à partir de janvier 2023 sous la présidence d'Éric Ciotti. Cependant, après le ralliement de ce dernier à Jordan Bardella et au Rassemblement national lors des élections législatives de 2024 et dans un contexte de crise politique au sein des Républicains, il quitte ses fonctions en septembre 2024 pour rejoindre le nouveau parti d'Éric Ciotti Union des droites pour la République (UDR).
Sa fille, Inès de Raguenel-Carayon de Lagayé, conseillère d’opposition à Paris, est mariée à Louis de Raguenel, journaliste, intervenant régulier de la chaîne CNews, directeur de la rédaction du JDNews et ancien rédacteur en chef de Valeurs actuelles.

### Études et formation
Durant ses études à l'université Paris-II, Bernard Carayon est membre du syndicat d'étudiants d'extrême droite Groupe union défense (GUD) et a été notamment le directeur de la revue de ce groupe, nommée Vaincre, et membre du bureau des responsables nationaux en 1977. Il participe à des actions violentes du groupe équipé d'une barre de fer ou d'une batte de base-ball,. Il est arrêté le 11 mars 1977, avec une cinquantaine d'autres militants d’extrême droite, après avoir entrepris une « descente » à l'université Dauphine.
Bernard Carayon est titulaire d’un DEA de droit, d'un DEA d'études politiques et d'un DESS défense, géostratégie et dynamiques industrielles de l'université Paris II-Assas.

## Parcours politique
Dans les années 1980, il signe dans Contrepoint, revue officieuse du Club de l'horloge. En 1984, il entre dans le cabinet de Jacques Chirac à la mairie de Paris. De mars 1986 à mai 1988, il est chargé de mission au cabinet du ministre délégué à la Sécurité Robert Pandraud.
De 1988 à 1990, il est consultant puis directeur d'Ecofise (filiale de la banque Rothschild), directeur-adjoint du cabinet du président du conseil général des Hauts-de-Seine, Charles Pasqua, de 1990 à 1991, puis conseiller à la présidence du groupe Sodexo de 1991 à 1995. Il préside également la Ligue des contribuables, farouchement hostile à l'impôt.
Bernard Carayon est élu député du Tarn pour la première fois aux élections législatives de 1993. Il siège à la commission des Finances et devient rapporteur du budget de l'Industrie, des Postes et Télécommunications. De février à août 1996, il est parlementaire chargé d'une mission temporaire (audit des aides publiques aux entreprises) auprès du ministre de l'Industrie, de la Poste et des Télécommunications Franck Borotra et du ministre des Petites et Moyennes entreprises, du Commerce et de l'Artisanat Jean-Pierre Raffarin.
En 1995, il est élu maire de Lavaur à la tête d'une liste comprenant des soutiens du FN. En 1998 et en 1999, il est délégué national du RPR, chargé de l'industrie.
Battu aux élections législatives de 1997 par la socialiste Monique Collange, il est à nouveau élu député le 16 juin 2002, pour la XIIe législature (2002-2007), dans la 4e circonscription du Tarn et siège au sein du groupe UMP. Il est réélu en 2007.
Il est cofondateur à l'Assemblée nationale du collectif parlementaire « Droite industrielle et ouvrière ».
Au second tour des élections législatives de 2012, il perd son mandat de député à 303 voix près, au profit de la socialiste Linda Gourjade. En 2014, il est réélu maire de Lavaur, sa liste l’ayant emporté avec 67,6 % des voix, et devient vice-président de la communauté de communes Tarn Agout, et président du Pays de Cocagne. En 2015, il échoue à se faire désigner tête de liste pour les élections régionales en Languedoc-Roussillon-Midi-Pyrénées, le politologue Dominique Reynié lui étant préféré lors d'une primaire locale par 11 voix contre 9, mais Nicolas Sarkozy le désigne comme tête de liste départementale pour le Tarn.
Le 12 février 2016, il est désigné comme président pour le Tarn du Comité d'organisation des primaires pour Les Républicains et secrétaire national pour l'industrie.
Candidat lors des élections législatives de 2017, il est battu au second tour par Jean Terlier. Il figure en 23e position sur la liste de l'Union de la droite et du centre pour les élections européennes de 2019.
Lors des élections municipales de 2020, il est réélu pour la cinquième fois maire de Lavaur après que sa liste l’a emporté au premier tour avec 60,1 % des voix.

## Prises de position
Il fait partie des membres du RPR qui militent depuis les années 1980 pour des alliances avec le Front national,.
En 1996, il demande au ministre de l'Intérieur de traduire en justice Albert Jacquard, qu'il accuse d'avoir soutenu les sans-papiers de l'église Saint-Bernard.
En 2010, alors député du Tarn, il fait pression, par l'intermédiaire de François Fillon, premier ministre, sur Jean-Louis Borloo, ministre du développement durable, pour qu'il donne son feu vert pour l'autoroute A69, dont l'idée est lancée et défendue par les laboratoires Pierre Fabre.
Il appelle à voter dans le département du Tarn pour des candidats soutenus par le Rassemblement national et l'ex-président de LR Eric Ciotti à l'occasion des élections législatives de 2024.

## Détail des mandats et fonctions
- Député :
  - 28 mars 1993 - 21 avril 1997 : député du Tarn (battu en 1997)
  - 19 juin 2002 - 19 juin 2007 : réélu député du Tarn (4e circonscription)
  - 20 juin 2007 - 17 juin 2012 : réélu député du Tarn (4e circonscription) (battu en 2012)
- Maire :
  - 19 juin 1995 - 18 mars 2001 : maire de Lavaur (Tarn)
  - 19 mars 2001 - 16 mars 2008 : réélu maire de Lavaur (Tarn)
  - 17 mars 2008 - 28 mars 2014 : réélu maire de Lavaur (Tarn)
  - 29 mars 2014 - 25 mai 2020 : réélu maire de Lavaur (Tarn)
  - depuis le 25 mai 2020 : réélu maire de Lavaur (Tarn)

- Conseiller général :
  - 27 mars 1994 - 18 mars 2001 : membre du conseil général du Tarn

- Conseiller régional :
  - 16 mars 1998 - 1er juillet 2002 et depuis décembre 2015 : membre du conseil régional de Midi-Pyrénées puis d'Occitanie

### Essais
- L'idéologie de la haute fonction publique française sous la Ve République (mémoire D.E.A., Paris 2, 1981)
- La Nouvelle-Calédonie : la stratégie, le droit, la République, (ouvrage collectif), Paris : Pedone, 1985.
- Patriotisme économique : de la guerre à la paix économique, préface de Charles Villeneuve, Éditions du Rocher, 2006  (ISBN 2268058808)
- Changeons le monde, 2008 (ouvrage téléchargeable : )
- Comment la gauche a kidnappé Jaurès, Privat, 2014
- Écrits et Paroles d'un homme libre, Privat, 2016

### Rapports au Premier ministre
- Les Aides aux entreprises : technologie, innovation, investissement, qualité et entreprises en difficulté : rapport et propositions au Premier ministre, rapport à Alain Juppé, août 1996.
- Intelligence économique, compétitivité et cohésion sociale, rapport à Jean-Pierre Raffarin, juin 2003.
- À armes égales, rapport à Dominique de Villepin, septembre 2006.